# Жуан де Лісбон
Жуан де Лісбон (порт. João de Lisboa; бл. 1470—1525) — португальський дослідник і мореплавець.

## Біографія
Відомо, що він плавав в Індію разом із Тріштаном да Кунья в 1506 році та досліджував Ріо-де-Ла-Плата та, можливо, затоку Сан-Матіас приблизно у 1511-12 роках.
Жуан де Лісбон брав участь в експедиції, яку герцог Браганса здійснив до Азамура в 1513 році, і повернулася до Індії з флотом Діогу Лопіша де Секейра в 1518 році. В 1525 році Жуан загинув під час плавання флоту Філіпе де Кастро вздовж східного узбережжя Африки в Індійському океані .
Бразильський історик Франсіско Адольфо де Варнгаген помилково заявив, що він був у навколосвітній подорожі Фердинанда Магеллана.
Жуан де Лісбон є автором збірки «Трактатів про мореплавство», датованої 1514 роком, яка зберіглась у пізнішій копії, включеній до недатованого (бл. 1550?) португальського морського атласу.

## Подорож 1511 року
Жуан де Лісбон та Ештеван де Фруа відкрили «мис Санта-Марія» (порт. Punta Del Este) в Ріо-де-ла-Плата, досліджуючи його гирло (сучасні Уругвай і Аргентина) і подорожуючи аж на південь до затоки Сан-Матіас на 42º південної широти, проникаючи на 300 км «навколо затоки». Крістофер де Аро, фінансист експедиції разом із Д. Нуну Мануелем, є свідком новин про «Білого короля» та «людей гір», імперію інків та «срібну сокиру» (порт. rio do «machado de prata»), отриманий від індіанців чарруа і запропонований королю Мануелю I.

## Трактати про мореплавство
Збірка трактатів про мореплавство складається з «Короткого трактату про морську майстерність» і «Трактату про морську голку, знайдену Жуаном де Лісбон в 1514 році».
До збірки додано атлас із 20 карт:

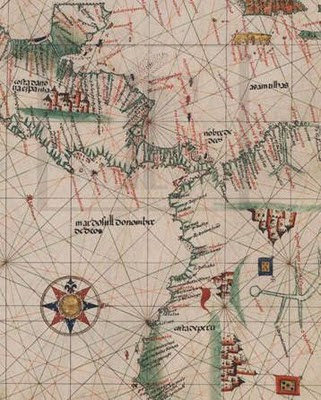
Португальські прапори на замках Перу. Карта, додана да збірка «Трактатів про мореплавство»т

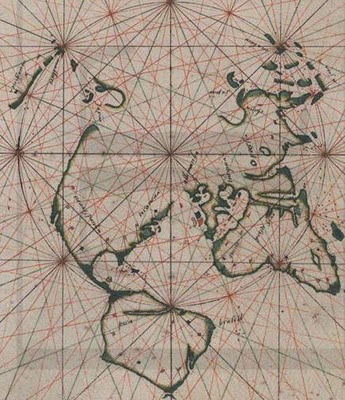
Карта світу зі збірки «Трактатів про мореплавство».

- Карта 1: Ньюфаундленд, Азорські острови, Ісландія, Англія, Лісабон;

- Карта 2: Центральна Америка, Антильські острови, північний захід Південної Америки;
- Карта 3: Антильське море, узбережжя Південної Америки від затоки Маракайбо до Мараньяна;
- Карта 4: узбережжя Південної Америки від Ріо-де-Жанейро до Магелланової протоки з річкою Ла-Плата;
- Карта 5: узбережжя від Мараньяну до півдня Бразилії;
- Карта 6: від північного сходу Бразилії до заходу Африки;
- Карта 7: Острови Південної Атлантики;
- Карта 8: Північна Атлантика, Земля Бакаллау (Ньюфаундленд), Ісландія, Англія, Лісабон;
- Карта 9: Західна Європа
- Карта 10: Західна Африка та північний схід Бразилії.
- Карта 11: Гвінейська затока;
- Карта 12: Західна Африка;
- Карта 13: Східна Африка;
- Карта 14: Південно-західні острови в Індійському океані;
- Карта 15: Червоне море та Перська затока;
- Карта 16: Від узбережжя Перської затоки до Шрі-Ланки;
- Карта 17: Далекий Схід від Сіамської затоки до Японії;
- Карта 18: Бенгальська затока;
- Карта 19: Інсуліндія;
- Карта 20: Глобус світу — радіальне зображення з центром на Північному полюсі;

Книгу зберігається в Національному архіві Португалії (Colecção Cartográfica nº166), з додатковою інформацією про те, що карти зроблені з пергаменту.
Карти, додані до Трактату явно датуються після 1514 року. Наприклад, він показує Магелланову протоку або Японію (про яку португальці повідомили лише в 1543 році). З іншого боку, положення деяких португальських прапорів не узгоджується з історичними подіями; зокрема, на одній із діаграм португальські замки зображено на території інків, про що ніколи не повідомлялося в жодному офіційному документі. Виходячи з присутності Японії, Армандо Кортесан датував атлас «приблизно 1560 роком», тоді як інші автори датують його «приблизно 1550 роком».